# Noms jetés des villageois
Les noms jetés sont des surnoms (Surpitchet (pcd) en langue picarde) donnés aux habitants des différents villages/villes ch'tis et picards par les villages/villes voisins dans le nord de la France, surtout dans les Hauts-de-France, et en Belgique dans le Hainaut occidental.
L'expression « nom j'té » désigne encore aujourd'hui en picard un sobriquet. Il s’agit de l’appellation régionale de ce qu’on appelle ailleurs le blason populaire. Cette appellation est également donnée aux personnes nées dans la ville/village, pour les différencier des habitants (notamment pour Douai).

## Origine
Les origines de ces noms sont très diverses. 
- Dans la Flandre lilloise, on parvient toutefois à dater l'un de ces surnoms avec assez de précision : il s'agit d'une déformation d'un mot émanant du roi Louis XI lui-même. Très surpris, il lâcha en effet les mots « Dieu que vous avez de bielles loques » (beaux habits en vieux français) lors de sa toute première visite en la ville de Seclin, cité qui dépendait alors de son principal ennemi Charles le Téméraire. Par dérision, les habitants du village voisin de Gondecourt appelèrent aussitôt « loques beaux » tous les Seclinois, appellation plutôt amicale que méchante ; ce cas précis permet ici de dater l'époque peu avant 1477, date de la mort de Charles le Téméraire.

- La plupart des autres surnoms datent de la révolte des gueux (1566). Durant cette période, la plupart des églises, couvents, abbayes de la région furent pillés, et les rites sacrés tournés en dérision. Ainsi, à Estaires, un âne fut promené dans la ville sous le dais de procession, donnant ainsi le nom de baudet aux habitants de la ville. À Merville, un chat fut enfermé dans le tabernacle de l'église[2],[3].

## Liste de surnoms en France

### Nord
- Ches grosses tiêtes d'Allennes (« les grosses têtes d'Allennes-les-Marais »).
- Ches colpotreux d'Annœullin (ils transportaient les matières entre Provin et Sainghin).
- Ches péteux d'Arleux : ville connue pour sa foire à l'ail. (Variantes : "Pouilleux d'Arleux" insulte présente notamment dans le Cambrésis)
- Ches castroleux éd La Bassée (« les  casseroles de La Bassée ») : censées sonner faux comme instrument, d'un mauvais calembour pour avoir dû se rendre plusieurs fois devant de nombreuses et différentes armées, las qu'ils étaient de leurs trop nombreux sièges.
- Ches z'endormis d'Bazio (« les endormis de Bazuel »)
- Ches fiers culs d'Bersée[4].
- Ches comte d'Bouvignies : désigne les descendants de Baptiste du Comte dont la légende rapporte qu'il égara ses titres héraldiques au cours d'une bataille.
- Ches boudaines éd coin Bruille-lez-Marchiennes.
- Ches croquants éd Busigny.
- Ches sorciers éd Capelle.
- Ches pipimalots d'Douchy-les-mines.
- Ches vintes d'osier éd Douai (« les ventres d'osier de Douai ») : allusion au mannequin géant « Gayant » confectionné en osier.
- Ches baudets d'Estaires : allusion au fait que les païens ont mis un âne dans le confessionnal de l'église .
- Ches mingeux d'maguette d'Givenchy-en-Gohelle (« les mangeurs de chèvre de Givenchy-en-Gohelle »).
- Ches frins galants d'Gondecourt (« les francs galants de Gondecourt »).
- Ches magots d'La Gorgue (« les boucs de La Gorgue »).
- Ches longs vintes d'Hasnon (« longs ventres »).
- Ches grosses tiêtes d'Haveluy (« grosses têtes »).
- Ches sots d'Herrin.
- Ches zonneblusschers d'Hondschoote (« les éteigneurs de soleil d'Hondschoote ») : un guetteur, chargé de veiller aux incendies du haut du clocher, et sûrement ivre, a sonné le tocsin en voyant l'horizon s'allumer à l'est, au lever du soleil.
- Ches burgeos d'Lille (« les bourgeois de Lille »).
- Ches noirs d'Mazinghien.
- Ches caous d'Merville (« les chats de Merville »).
- Ches Mingeux d'pourions d'Moncheaux.
- Ches pourchots d'Orchies (« les cochons d'Orchies ») : après qu'un incendie eut ravagé la ville, des collectes dans les villages voisins furent organisées « pour cheux d'Orchies », expression qui a donné par déformation « pourchots d'Orchies ».
- Ches fauchés éd Pont-à-Marcq : les jeunes de la ville mettaient des clous rouillés dans leurs poches pour les faire passer pour des pièces de monnaie.
- Ches mingeux d'parmint Provin ou chés minges parmint  (« les mangeurs de parement ») : le parement est un mélange de farine et d'eau qui est un apprêt servant à la bonne tenue des pièces de tissus - pour plus de détails voir Provin).
- Ches sossots d'Quérénaing (« les idiots de Quérénaing »).
- Ches fraudeux et voleux (« les fraudeurs et les voleurs ») (Sainghin-en-Weppes fut la plaque tournante de la fraude de tabac dans le Nord durant la Seconde Guerre mondiale; chés voleux, quant à eux, volaient la tourbe qui était taxée à l'époque où le charbon n'était pas encore exploité).
- Ches bafious éd Saint-Benin.
- Ches noirs talons d'Saulzoir.
- Ches loquebeaux éd S'clin : le plus ancien, vient de la surprise de Louis XI en visite à Seclin, disant « Dieu que vous avez de bielles loques » (beaux habits), expression que reprirent leurs voisins Gondecourtois pour les faire gentiment enrager.
- Chez seringueux d'Solesmes.
- Ches sots d'Templeuve.
- Ches brouteux éd Tourcoing (« les brouetteurs de Tourcoing ») : depuis le Moyen Âge, les paysans tourquennois allaient une fois par mois vendre leur laine au marché de Lille et la transportaient en brouette.
- Ches copés in deux d'Wattrelos (« les coupés en deux de Wattrelos ») : comme « Marie cop'un deux », se disait quand le vent était très froid.

### Pas-de-Calais
- Ches baudets d'Achicourt : un seigneur du lieu, Bauduin (dont le diminutif aurait donné le nom « Baudet »), châtelain d'Arras au XIIIe siècle, piètre trouvère, aurait tenté de gagner un concours poétique alors que ses vers méritaient un bonnet d'âne.
- Ches niafs ou ches gniafs d'Aigny  (« les cordonniers d'Agny »).
- Ches arniflards d'Arny (« les renifleurs d'Erny ») ou ches gauloés d'Arny (« les Gaulois d'Erny »).
- Ches boïaux rouches d'Arro (« les boyaux rouges d'Arras ») : vient de la ceinture de flanelle rouge qui faisait plusieurs fois le tour de leur ventre (dans le Nord elle était blanche, en Catalogne noire ou bleue selon qu'ils sont espagnols ou français), appellation étendue à tous les habitants du Pas-de-Calais. Toute connotation politique n'a aucun bien-fondé historique.
- Ches carcahutes d'Auderselle (les habitants d'Audresselles vivaient dans des cahutes faites avec des carcasses de bateaux retournées) ou ches dos d'cayelles (« les dos de chaises »).
- Ches nanals d'Avesnes-le-Comte.
- Ches longs cotrons d'Bailleulmont (« les longues jupons de Bailleulmont »).
- Ches hourlons d'Berles-au-Bois (« les hannetons de Berles-au-Bois »).
- Ches gris d'Berneville.
- Ches coccinelles d'Bienvillers-au-Bois.
- Ches pindeus d'Coyécque (« les pendus de Coyecques »).
- Ches leus (loups) d'Ecoust-Saint-Mein, par allusion aux gargouilles de l'église.
- Ches agaches d'Écques (« les pies d'Ecques »).
- Ches fous d'Édlette (« les fous de Delettes »).
- Ches ébeulés d'Evin (« les idiots d'Evin-Malmaison »).
- Ches sots d'Dourches (« les sots de Dourges »).
- Ches fricalés ou ches frigalettes d'Ficheux (les habitants mangeaient du poumon qui est un plat du pauvre).
- Ches mouviards d'Gaudiempré (« les merles de Gaudiempré »).
- Ches paons d'Gouy (« les paons de Gouy-en-Artois »).
- Ches pucheux (« les creuseurs de puits  Meurchin ») : Meurchin dit a puchs, probablement les premiers creuseurs de puits de mine dans la région ».
- Ches terrips d'Monchy (« les terribles de Monchy-au-Bois »).
- Ches cos (coqs) de Noreuil.
- Ches léqueux d'plats (« les lécheurs de plats de Pas-en-Artois ») ou ches guétifs d'Pos.
- Ches maqueux d'biques d'Samé (« les mangeurs de biches de Samer »).
- Ches hirondelles d'Sarton.
- Ches bites ed Souastre.
- Ches baudets éd Villers-au-Bois : lors de la Révolution, et faute de candidats, c'est un âne qui aurait eu la lourde tâche de choisir un maire parmi les conseillers municipaux assemblés.
- Ches ch'mieux'd'trippes ed Metz-en-Couture : il y avait beaucoup de bûcherons qui aimaient manger des produits consistants, et, en particulier, des tripes.
- Ches pummes cuites éd Saint-Amand.

### Picardie

#### Aisne
- Chés béyeus éd Soissons (ceux qui regardent bouche bée de Soissons).

#### Oise
- Chés ouallons d'Bacoué (ceux qui parlent un langage incompréhensible de Bacouël).
- Chés bacheliés de Beauvez (les bacheliers de Beauvais).
- Chés trikoteu d'Blarji (les tricotteurs de Blargies).
- Chés brélos d'Brèle (les vantards de Bresles).
- Chés arnyeu d'Bouvrèche (les hargneux de Bouvresse).
- Chés neuwarts à panche ganne (les vers blancs à ventre jaune à Chevincourt).
- Chés baveux d'Cinqueux (les médisants de Cinqueux).
- Chés dormeux d'Compiègne (les dormeurs de Compiègne).
- Chés djeulards éd Crepy (les gueulards, ou encore les goinfres, de Crépy-en-Valois).
- Chés nayu d'Kreuvtcheur (les naïfs de Crèvecœur-le-Grand).
- Chés eurteus éd Darji (les taureaux de Dargies).
- Chés ordjeuyeus d'Granviyé (les orgueilleux de Grandvilliers).
- Chés friands éd Noyon (Noyon).
- Chés leu warrous éd Rethondes (les loups-garous de Rethondes).

#### Somme
- Chés bourgeois d'Adville (Abbeville).
- Chés maqueux d'gueugue d'Anmien (« les mangeurs de noix d'Amiens »).
- Chés péqueux d'leune ed Bayonvili (les pêcheurs de lune de Bayonvillers)[5].
- Chés carimaros d'Bèrtangue (les sorciers de Bertangles)[5].
- Chés adoreux d'teupe éd Cachin (Les adorateurs de taupes de Cachy).
- Chés morziux d'Tchai  ou Chés Boyeux retornés de l'vallée (Les mort-dieux de Caix ou les Boyaux retournés de la vallée)[6]
- Chés courts codrons éd Canmon[6]. (Camon)
- Chés buveus ed'méque éd Catelaminois (les buveurs de mèque/mègre; du petit lait; de Camps-en-Amiénois[6])
- Chés ahuris de L'Cando (les ahuris de Candas)[5].
- Chés anguiles éd Tchéyu (les anguilles de Cayeux-en-Santerre[6])
- Chés guérnoules éd Cizancourt («les grenouilles de Cizancourt »).
- Chés péqueus d'équerviches éd Conty (les pécheurs d'écrevisses de Conty[6]; car la rivière était abondante d'écrevisses)
- Chés serpeux d'Cotinchy (référence au métier de bûcheron, à Cottenchy)[5].
- Chés capieux fins éd Démuin ou Chés pondeus éd Démuin ou Chés soyeux de bon diu éd Démuin. (les habitants se paraissaient beaucoup de chapeaux haut-de-forme[6]) (Démuin)
- Chés bourgeois matinès éd Donmart (les bourgeois mitigés de Domart-en-Ponthieu[6]; c'est à dire moitié bourgeois, moitié paysan)
- Chés quater langue éd Domart ou Chés moi-ci, moi-la de Domart ou Chés enblayeus éd Domart (les habitants étaient réputés grands parleurs, vantards[6].) (Domart-sur-la-Luce)
- Chés péqueux éd Conda (les pécheurs de Condé-Folie[7])
- Chés vindeus d'esprit d'Épagne (les vendeurs d'esprits d'Épagne-Épagnette[8])
- Chés beudets éd Fransart (Les ânes de Fransart)[5].
- Chés metteux d'fu d'Freuchéneville ou Chés bruleux d'catieu (les metteurs de feu de Fressenneville ; à la suite de l'incendie du château du patron de l'usine du village en 1906 lors d'une émeute).
- Chés codins d'Gratepanche (« les dindons de Grattepanche », car au début du XXe siècle, le village et ses habitants devaient leur prospérité à la production de volailles, et en particulier de dindons)[5].
- Chés Mouniés d'Hanmlet (les moineaux de Hamelet)[9].
- Chés boyeux rouges d'Hangard (les boyaux rouges d'Hangard) ou Chés carimaros d'Hangard (les sorciers, jeteurs de sorts d'Hangard).
- Chés farauds de L'Boéssière (Laboissière-en-Santerre).
- Chés renfournés de L'Motte (les casaniers de Lamotte-Brebière).
- Chés boins enfants éd Lanche (les bons enfants de Lanches-Saint-Hilaire).
- Chés leups d'Licourt (les loups de Licourt).
- Chés djais d'Marché (les geais de Marché de Marcelcave).
- Chés mayeule d'Mérs (mayeule est une plante - en français : chénopode blanc - de Mers-les-Bains).
- Chés pengues de Boudin de Saint-Romain (les pendeurs de boudin; c'est-à-dire idiots; de Lahaye-Saint-Romain) (Poix de Picardie)[10].
- Chés envaleus d'Tchériu (les gens de la vallée de Querrieu)[10].
- Chés culs brulés d'Rubimpré (les culs brulés de Rubempré[11])
- Chés innoccins d'Ruminy (les innocents de Rumigny)[5].
- Geins d'Sains de boin seins ou Chés meingueux d'prounes (les mangeurs de prunes) (Sains-en-Amiénois)[10].
- Chés fius d’mouènes (les enfants de moines de Saint-Fuscien).
- Chés décartoneus d'hernus de Sinsouyu (les détourneurs d'orages de Saint-Sauflieu[10])

- Chés mulets d'Saint-Vo (les mulets de Saint-Vaast-en-Chaussée)[11].
- Chés glorieux paillarts d'Saleu ou Chés pinchus d'Saleu s'es conme des leus (les pansus; c'est-à-dire voraces, ventrus; de Saleux, c'est comme des loups[10])
- Chés bis éd Teinne ou Chés biset éd Teinne (les bistrés de Thennes; en référence à leur teint bistré[10]) ou Chés barburiers éd Teinne (les barbiers de Thennes)
- Chés mal poyeus de Tuloy-l'Abie, (les mauvais payeurs de Thieulloy-l'Abbaye; les habitants étaient connus pour ne pas payer leurs dettes) ou Chés poua de Tuloy-l'Abie, (les poua; prononciation locale du mot point; de Thieulloy-l'Abbaye[10])
- Chés contrebandiers d’Vinacourt (contrebande de tabac de Vignacourt)[5].
- Chés cots éd Vilèr (les chats de Villers-Bocage) ou Chés beudelés éd Vilèr (les boueux, c'est-à-dire couverts de boue, de Villers-Bocage).
- Chés gannes de Vyincourt (les jaunes de Wiencourt-l'Équipée, en référence à la boue jaunâtre dû au sol argileux[10]).

### Liste de surnoms en Belgique
- Chés casseux d'Quinquets d'Piérwé (« les casseurs de lampes de Péruwelz»)[12].